# 2K Games
2K je globální vývojář, obchodník, distributor a publisher interaktivních zábavních softwarových her. 2K Games je dceřiná společnost Take-Two Interactive, která také vlastní Rockstar Games, již jsou známí pro svoji sérii Grand Theft Auto. 2K Games vznikl 25. ledna 2005, po tom co Take-Two získalo vývojářskou firmu Visual Concepts a zcela vlastnil dceřinou firmu Kush Games od Segy za 24 milionů amerických dolarů.
Jméno "2K Games" je od sportovní série 2K, kterou vyráběl Visual Concepts, která byla původně vydávána exkluzivně pro konzoli Dreamcast. Vedení 2K Games leží v Novato, v Kalifornii, v USA. Label vydává širokou paletu počítačových a konzolových titulů, vyvíjených interně i externě.

## Hry
Pro hry vydávané společností Segou pro Visual Concepts před odkupem firmou Take-Two, navštivte článek 2K Sports.
| Hra                                           | Vydání | Platforma                                                   |
| --------------------------------------------- | ------ | ----------------------------------------------------------- |
| Sid Meier's Pirates!                          | 2005   | Xbox                                                        |
| Call of Cthulhu: Dark Corners of the Earth    | 2005   | Microsoft Windows, Xbox                                     |
| Sid Meier's Civilization IV                   | 2005   | Microsoft Windows, Mac OS X                                 |
| Close Combat: First to Fight                  | 2005   | Microsoft Windows, Mac OS X, Xbox                           |
| MLB 2K5: World Series Edition                 | 2005   | Microsoft Windows, PlayStation 2, Xbox                      |
| Dungeon Siege II                              | 2005   | Microsoft Windows                                           |
| Jade Empire                                   | 2005   | Microsoft Windows                                           |
| Motocross Mania 3                             | 2005   | PlayStation 2, Xbox                                         |
| Serious Sam II                                | 2005   | Microsoft Windows, Linux, Xbox                              |
| Vietcong 2                                    | 2005   | Microsoft Windows                                           |
| 24: The Game                                  | 2006   | PlayStation 2                                               |
| CivCity: Rome                                 | 2006   | Microsoft Windows                                           |
| Sid Meier's Civilization IV: Warlords         | 2006   | Microsoft Windows, Mac OS X                                 |
| Dungeon Siege II: Broken World                | 2006   | Microsoft Windows                                           |
| Dungeon Siege: Throne of Agony                | 2006   | PlayStation Portable                                        |
| Family Guy Video Game!                        | 2006   | PlayStation 2, PlayStation Portable, Xbox                   |
| Prey                                          | 2006   | Microsoft Windows, mobilní verze, Mac OS X, Xbox 360        |
| Sid Meier's Railroads!                        | 2006   | Microsoft Windows                                           |
| Stronghold Legends                            | 2006   | Microsoft Windows                                           |
| The Da Vinci Code                             | 2006   | Microsoft Windows, PlayStation 2, Xbox                      |
| The Elder Scrolls IV: Oblivion                | 2006   | Microsoft Windows, PlayStation 3, Xbox 360                  |
| Sid Meier's Pirates!                          | 2007   | PlayStation Portable                                        |
| BioShock                                      | 2007   | Microsoft Windows, PlayStation 3, Xbox 360                  |
| Carnival Games                                | 2007   | Nintendo DS, Wii                                            |
| Sid Meier's Civilization IV: Beyond the Sword | 2007   | Microsoft Windows                                           |
| Fantastic Four: Rise of the Silver Surfer     | 2007   | Nintendo DS, Wii, Xbox 360, PlayStation 2, PlayStation 3    |
| Ghost Rider                                   | 2007   | PlayStation 2, PlayStation Portable, Game Boy Advance, Xbox |
| The Darkness                                  | 2007   | PlayStation 3, Xbox 360                                     |
| The Elder Scrolls IV: Shivering Isles         | 2007   | Xbox 360                                                    |
| Sid Meier's Civilization IV: Colonization     | 2008   | Microsoft Windows                                           |
| Sid Meier's Civilization Revolution           | 2008   | iPhone, Nintendo DS, PlayStation 3, Xbox 360                |
| Borderlands                                   | 2009   | Microsoft Windows, PlayStation 3, Xbox 360                  |
| BioShock 2                                    | 2010   | Microsoft Windows, PlayStation 3, Xbox 360                  |
| Mafia II                                      | 2010   | Microsoft Windows, PlayStation 3, Xbox 360                  |
| Sid Meier's Civilization V                    | 2010   | Microsoft Windows                                           |
| Spec Ops: The Line                            | 2011   | Microsoft Windows, PlayStation 3, Xbox 360                  |
| XCOM                                          | 2011   | Microsoft Windows, Xbox 360                                 |
| Mafia III                                     | 2016   | Microsoft Windows, PlayStation 4, Xbox One, macOS           |

## Studia
| Jméno              | Aktivní roky (jako 2K studio) | Poznámka |
| ------------------ | ----------------------------- | --- |
| Firaxis Games      | 2005–stále pracuje            | koupeno 7. listopadu 2005. |
| Irrational Games   | 2006–stále pracuje            | Předtím známé jako 2K Boston/Australia, vyvíjí BioShock. |
| 2K Marin           | 2007–stále pracuje            | Nové studio skládající se z bývalých zaměstnanců z Irrational Games. Portovali (předělávali) BioShock na PlayStation 3 a vyvíjeli BioShock 2 pro Xbox 360, PlayStation 3 a PC. |
| 2K China           | 2006–stále pracuje            | Běžně známé jako 2K China. |
| 2K Czech           | 2008–stále pracuje            | Dříve známé jako Illusion Softworks, vyvinulo hru Mafia. |
| Frog City Software | 2005–2006                     | Tiše uzavřeno někdy na konci roku 2005 nebo začátku 2006. |
| Indie Built        | 2004–2006                     | Dříve vlastněno Microsoftem. Uzavřeno 28. dubna 2006. |
| Venom Games        | 2004-2008                     | Vytvořilo Don King Presents: Prizefighter. |
| PopTop Software    | 1993–2006                     | Bylo konsolidované do Firaxis Games. |

## Kanceláře
| Jméno        | Místo                  | Účel   | Poznámka |
| ------------ | ---------------------- | ------ | -------- |
| 2K Marin     | Novato, Kalifornie     | Vývoj  | -        |
| 2K Australia | Canberra, ACT          | Vývoj  | -        |
| 2K West      | Northridge, Kalifornie | QA     | -        |
| Vedení       | New York, New York     | Vedení | -        |